# بيثاني ديلون
بيثاني ديلون (بالإنجليزية: Bethany Dillon)‏ هي مغنية أمريكية، ولدت في 22 سبتمبر 1988 في بيل فونتين في الولايات المتحدة.

## وصلات خارجية
- الموقع الرسمي
- بيثاني ديلون على موقع ميوزك برينز (الإنجليزية)
- بيثاني ديلون على موقع ديسكوغز (الإنجليزية)